# Han Ji-min
Han Ji-min (한지민?, 
韓志旼?, Han Ji-minLR, Han ChiminMR; Seul, 5 novembre 1982) è un'attrice sudcoreana.

## Carriera
Han inizia la sua carriera nello spettacolo durante gli anni delle scuole superiori. Dopo varie pubblicità e video musicali, ottiene maggiore attenzione grazie ai drama coreani del 2003 All In e Dae Jang Geum. Dopo la sua performance nella serie Buhwal (Resurrection, 2005), recita nel suo primo film Cheong-yeon (Blue Swallow), dove interpreta un maschiaccio che sogna di diventare un pilota. Continua anche a lavorare in televisione, apparendo in Gyeongseong scandal (Capital Scandal) e Yi San.
Nota per l'immagine dolce, innocente e fragile, e per la sua interpretazione di brave ragazze, Han cambia rotta dando volto a una femme fatale in Joseon myeongtamjeong: Gaksitugu kkoch-ui bimil (Detective K: Secret of the Virtuous Widow). Il ruolo della protagonista in Oktapbang wangseja (Rooftop Prince) le vale numerosi premi e fa crescere la sua popolarità, soprattutto in Giappone.
Nel 2014, recita nella commedia romantica Plan Man e nella pellicola storica Yeongnin (The Fatal Encounter) nel ruolo della regina Jeongsun di Joseon. L'anno successivo, interpreta la padrona di un circo che si innamora del proprietario di un parco a tema affetto da disturbo dissociativo dell'identità in Hyde Jekyll, na (Hyde, Jekyll, Me).

## Filmografia

### Cinema
- Cheong-yeon (청연), regia di Yoon Jong-chan (2005)
- Haebuhakgyosil (해부학교실), regia di Son Tae-woong (2007)
- Joseon myeongtamjeong: Gaksitugu kkoch-ui bimil (조선명탐정: 각시투구꽃의 비밀), regia di Kim Sok-yun (2011)
- Ending Note (エンディングノート), regia di Mami Sunada (2012) – voce
- Plan Man (플랜맨), regia di Seong Si-heub (2014)
- Yeongnin (역린), regia di Lee Jae-gyu (2014)
- Jang-su sanghoe (장수상회), regia di Kang Je-gyu (2015)
- L'impero delle ombre (밀정, Miljeong), regia di Kim Ji-woon (2016)
- Geugeonman-i nae sesang (그것만이 내 세상), regia di Choi Sung-hyun (2018)
- Herstory (허스토리), regia di Min Kyu-dong (2018) - cameo
- Miss Baek (미쓰백), regia di Lee Ji-won (2018)
- Gukga-budo-eui nal (국가부도의 날), regia di Choi Kook-hee (2018) - cameo

### Televisione
- All In (올인) – serie TV (2003)
- Joh-eun saram (좋은 사람) – serie TV (2003)
- Dae Jang-geum (대장금) – serie TV (2003)
- Déjà vu – film TV (2004)
- Buhwal (부활) – serie TV, 24 episodi (2005)
- Widaehan yusan (위대한 유산) – serie TV (2006)
- Gyeongseong scandal (경성 스캔들) – serie TV (2007)
- Yi San (이산) – serie TV (2007)
- Ka-in-gwa Abel (카인과 아벨) – serie TV (2009)
- Ppadamppadam... Geu-wa geunyeo-ui simjangbakdongsori (빠담빠담... 그와 그녀의 심장박동소리) – serie TV (2011)
- Oktapbang wangseja (옥탑방 왕세자) – serie TV, 20 episodi (2012)
- Hyde Jekyll, na (하이드 지킬) – serie TV, 20 episodi (2015)
- Dramaworld – webserie (2016)
- Jiltu-ui hwasin (질투의 화신) – serie TV, episodio 11 (2016)
- Aneun Wife (아는 와이프?) – serie TV (2018)
- Nun-i busige (눈이 부시게) - serie TV (2019)
- One Spring Night (봄밤) - serie TV (2019)
- Our Blues - Vite intrecciate – serie TV (2022)
- Yonder (욘더?, YondeoLR) – serie TV, 6 episodi (2022)
- Behind Your Touch (힙하게?, HiphageLR) – serie TV (2023)
- Heavenly Ever After (천국보다 아름다운?, Cheon-gukboda areumda-unLR) – serie TV (2025)

## Riconoscimenti
| Anno | Premio                           | Categoria                                        | Ricevente                                            | Risultato       |
| ---- | -------------------------------- | ------------------------------------------------ | ---------------------------------------------------- | --------------- |
| 2004 | KBS Drama Awards                 | Best Actress in a One-Act/Drama Special          | Déjà vu                                              | Vincitore/trice |
| 2005 | KBS Drama Awards                 | Best New Actress                                 | Buhwal                                               | Vincitore/trice |
| 2005 | KBS Drama Awards                 | Best Couple Award con Uhm Tae-woong              | Buhwal                                               | Vincitore/trice |
| 2006 | Grand Bell Awards                | Best New Actress                                 | Cheong-yeon                                          | Candidato/a     |
| 2007 | Blue Dragon Film Awards          | Best New Actress                                 | Haebuhakgyosil                                       | Candidato/a     |
| 2007 | MBC Drama Awards                 | Excellence Award, Actress                        | Yi San                                               | Vincitore/trice |
| 2007 | KBS Drama Awards                 | Excellence Award, Actress                        | Gyeongseong scandal                                  | Vincitore/trice |
| 2007 | KBS Drama Awards                 | Netizen Award, Actress                           | Gyeongseong scandal                                  | Vincitore/trice |
| 2007 | KBS Drama Awards                 | Best Couple Award con Kang Ji-hwan               | Gyeongseong scandal                                  | Vincitore/trice |
| 2008 | Baeksang Arts Awards             | Best Actress (TV)                                | Gyeongseong scandal                                  | Candidato/a     |
| 2009 | Ministry of Health and Welfare   | Minister's Commendation                          |                                                      | Vincitore/trice |
| 2011 | Asia Model Festival Awards       | BBF Popular Star Award                           |                                                      | Vincitore/trice |
| 2012 | Taxpayer's Day                   | Presidential Commendation as Exemplary Taxpayer  |                                                      | Vincitore/trice |
| 2012 | Mnet 20's Choice Awards          | 20's Female Drama Star                           | Oktapbang wangseja                                   | Vincitore/trice |
| 2012 | Seoul International Drama Awards | Outstanding Korean Actress                       | Oktapbang wangseja                                   | Vincitore/trice |
| 2012 | Korea Drama Awards               | Top Excellence Award, Actress                    | Oktapbang wangseja                                   | Vincitore/trice |
| 2012 | K-Drama Star Awards              | Excellence Award, Actress                        | Ppadamppadam... Geu-wa geunyeo-ui simjangbakdongsori | Vincitore/trice |
| 2012 | SBS Drama Awards                 | Top Excellence Award, Actress in a Drama Special | Oktapbang wangseja                                   | Vincitore/trice |
| 2012 | SBS Drama Awards                 | Top 10 Stars                                     | Oktapbang wangseja                                   | Vincitore/trice |
| 2012 | SBS Drama Awards                 | Best Couple Award con Yoochun                    | Oktapbang wangseja                                   | Vincitore/trice |